# .km
A .km a Comore-szigetek internetes legfelső szintű tartomány kódja, melyet 1998-ban hoztak létre. Karbantartásáért a Comores Telecom felelős.